# 25509 Родвонг
25509 Родвонг (25509 Rodwong) — астероїд головного поясу, відкритий 7 грудня 1999 року.
Тіссеранів параметр щодо Юпітера — 3,504.